# Prix de la structure métallique de l'année
Le prix de la Structure métallique de l'année (en finnois : Vuoden teräsrakenne) est décerné par l'Association de la construction métallique pour récompenser une structure en acier ou métallique majeure.
À l’origine, le prix n’était attribué qu’à l’architecte du site, mais depuis 1989, il a été attribué à l’architecte et au concepteur des structures,.

## 1980–1989

### Lauréats
| Année | Lieu                 | Nom                     | Lauréats                                    | Refs  |
| ----- | -------------------- | ----------------------- | ------------------------------------------- | ----- |
| 1980  | Jyväskylä            | Laiterie de Valio       | Matti K. Mäkinen Antti Katajamäki           | [ 2 ] |
| 1981  |                      | E-Öljyt Oy Makrotalo Oy | Juhani Vainio                               | [ 2 ] |
| 1982  |                      |                         | Non décerné                                 | [ 2 ] |
| 1983  | Oulu                 | Usine Valio d'Oulu      | Antti Katajamäki                            | [ 2 ] |
| 1984  | Helsinki             | Itis                    | Erkki Kairamo                               | [ 2 ] |
| 1985  |                      |                         | Non décerné                                 | [ 2 ] |
| 1986  | Tampere              | Hammareeni              | Antti Katajamäki Marja Pesonen              | [ 2 ] |
| 1986  | Helsinki             | Hansasilta              | Sakari Aartelo Esa Piironen                 | [ 2 ] |
| 1987  | Tampere              | Hall de Teisko          | Antti Katajamäki                            | [ 2 ] |
| 1988  | Lauttasaari Helsinki | Meripuisto Nokia        | Ilmo Valjakka                               | [ 2 ] |
| 1989  | Vantaa               | Heureka                 | Mikko Heikkinen Markku Komonen Matti Ollila | [ 2 ] |

### Photographies

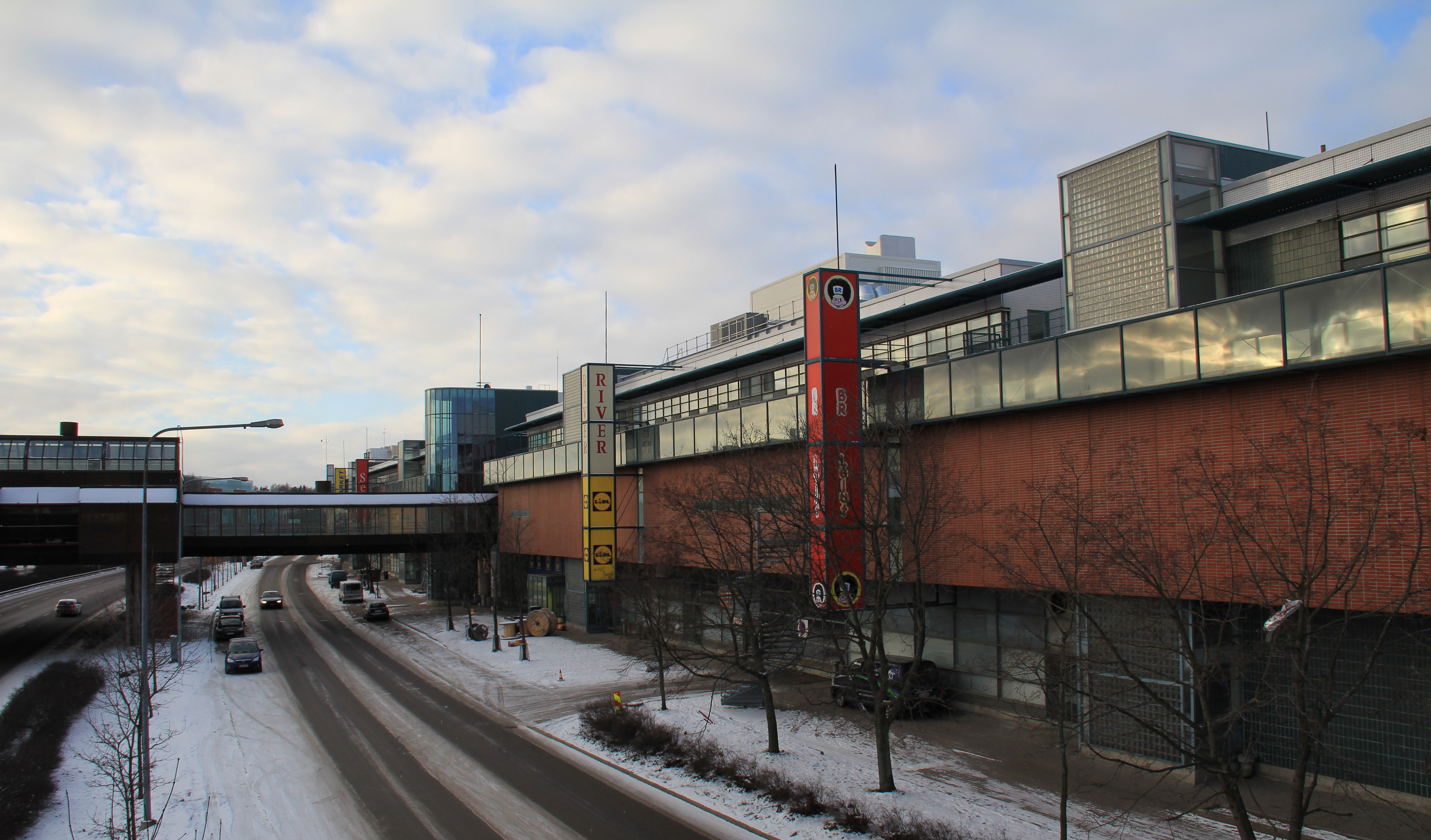
1984  Itis
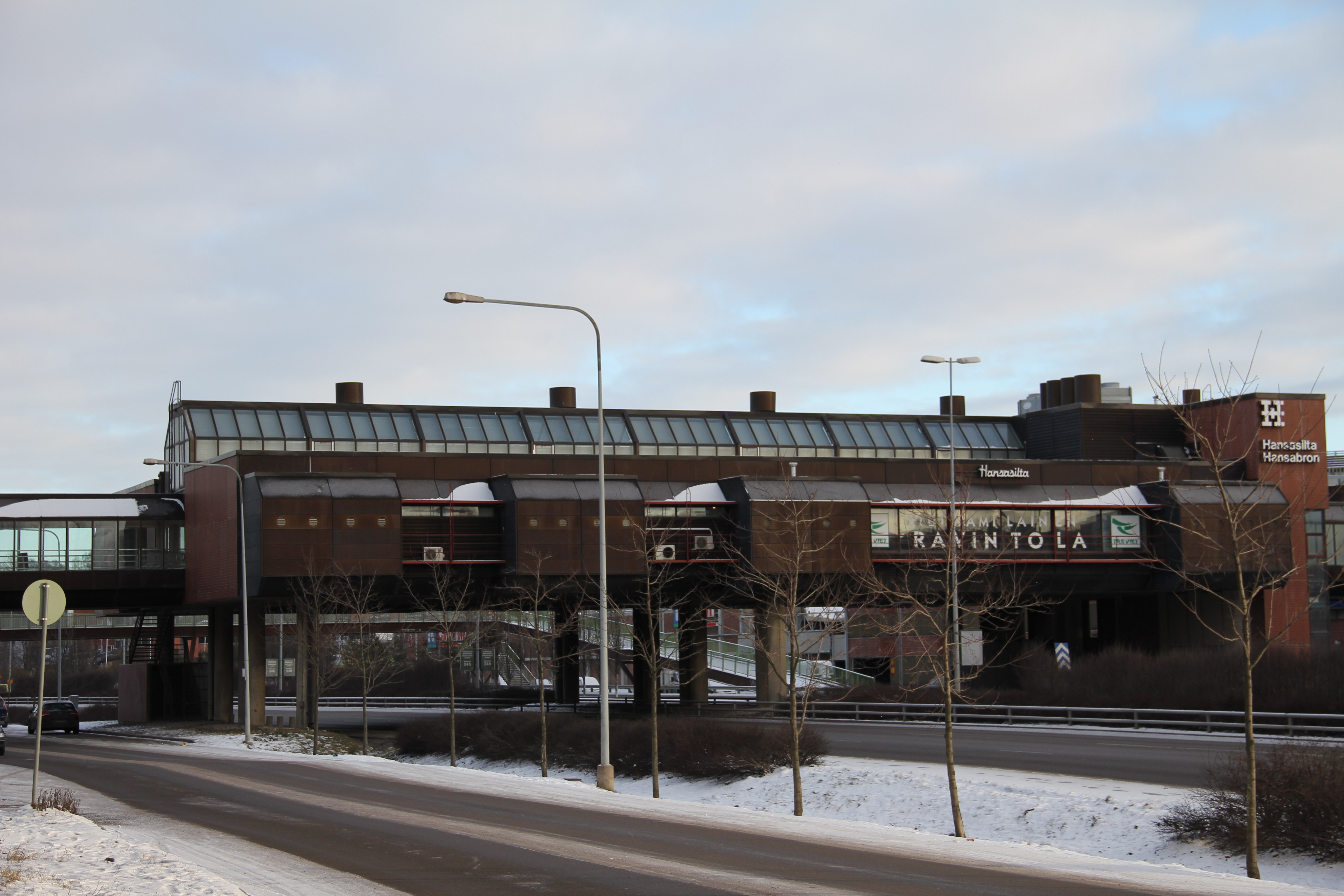
1986 Hansasilta
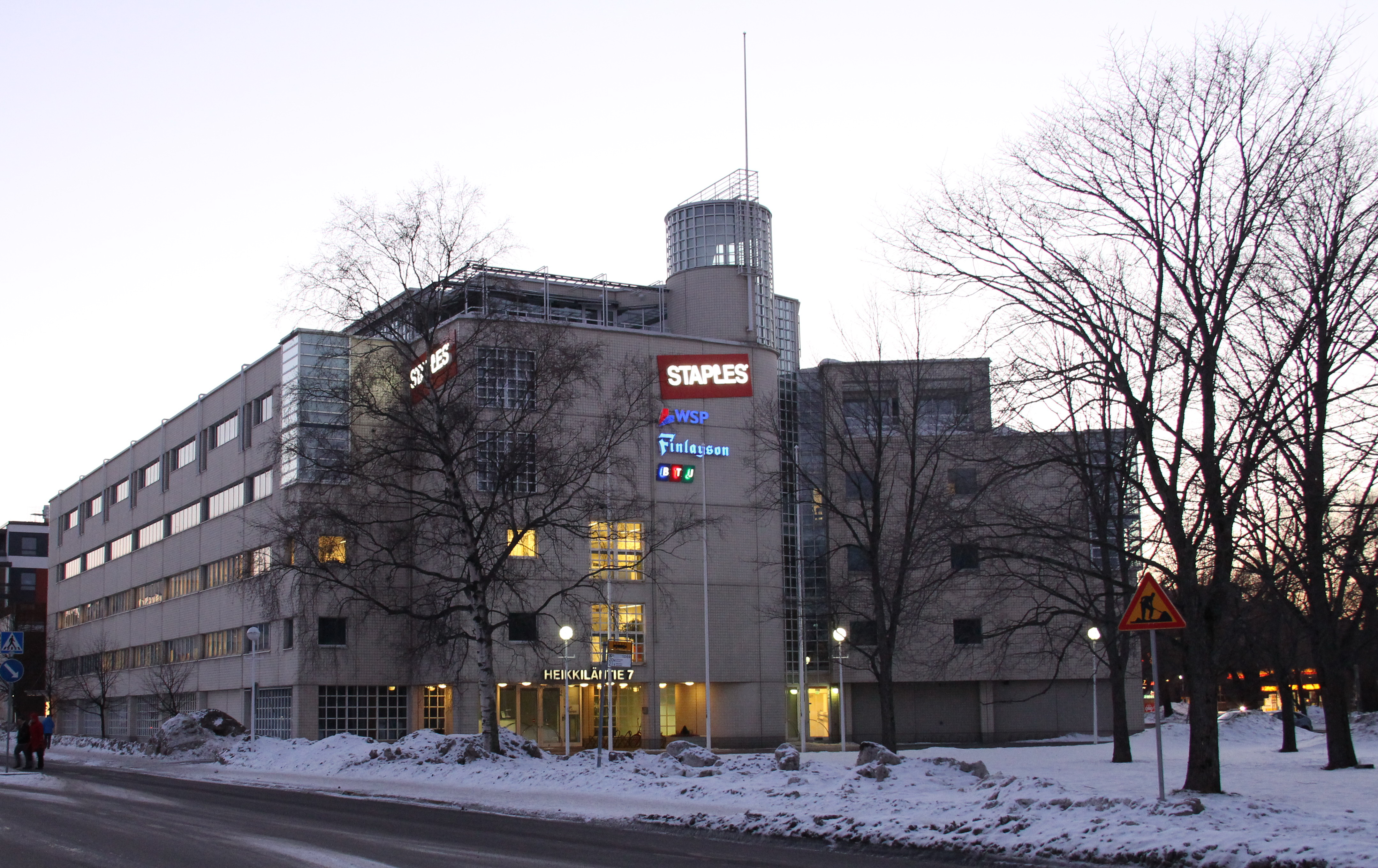
1988 Meripuisto de Nokia
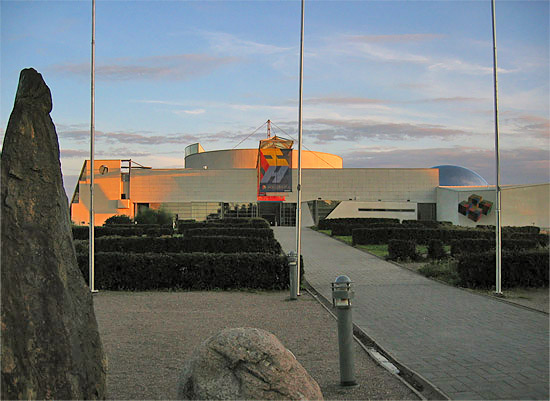
1989 Centre scientifique Heureka

## 1990–1999

### Lauréats
| Année | Lieu                  | Nom                                         | Lauréats                                                                                          | Refs  |
| ----- | --------------------- | ------------------------------------------- | ------------------------------------------------------------------------------------------------- | ----- |
| 1990  | Tampere               | Terästammela                                | Mikko Kaira Esko Rautakorpi                                                                       | [ 2 ] |
| 1991  | Espoo                 | Technopolis                                 | Kaarina Löfström Pekka Korkeila                                                                   | [ 2 ] |
| 1992  | Rovaniemi             | Aéroport de Rovaniemi                       | Mikko Heikkinen Markku Komonen Erkki Juva Ritva Kyllönen                                          | [ 2 ] |
| 1993  | Utsjoki Tana, Norvège | Pont Sami                                   | Esko Järvenpää Suunnittelu Kortes                                                                 | [ 2 ] |
| 1994  | Turku                 | Conservatoire de Turku                      | Ola Laiho Mikko Pulkkinen Ilpo Raunio Pauno Narjus Jouko Lindgren Seppo Nissilä Launo Laatikainen | [ 2 ] |
| 1995  | Espoo                 | Pylones d'IVS Sinikurjet                    | Antti Nurmesniemi Jorma Valkama Matti Ollila Pekka Matomäki Timo Toivonen                         | ,     |
| 1996  |                       | Santasalo-Vaihteet Oy                       | Kai Wartiainen Markku Sievänen Vesa Peltonen Anu Laurila Sami Lauritsalo Sakari Kaustinen         | [ 2 ] |
| 1997  | Keilalahti Espoo      | Campus de Tieto                             | Pekka Helin Harri Koski Tuomo Siitonen Matti Ollila Pekka Matomäki                                | [ 2 ] |
| 1998  | Otaniemi Espoo        | Tietotekniikan Talo                         | Brunow & Maunula Consulting Oy                                                                    | [ 2 ] |
| 1999  | Vantaa                | Aéroport d'Helsinki-Vantaa Terminal central | Pekka Salminen Pöysälä & Sandberg Oy                                                              | [ 2 ] |

### Photographies

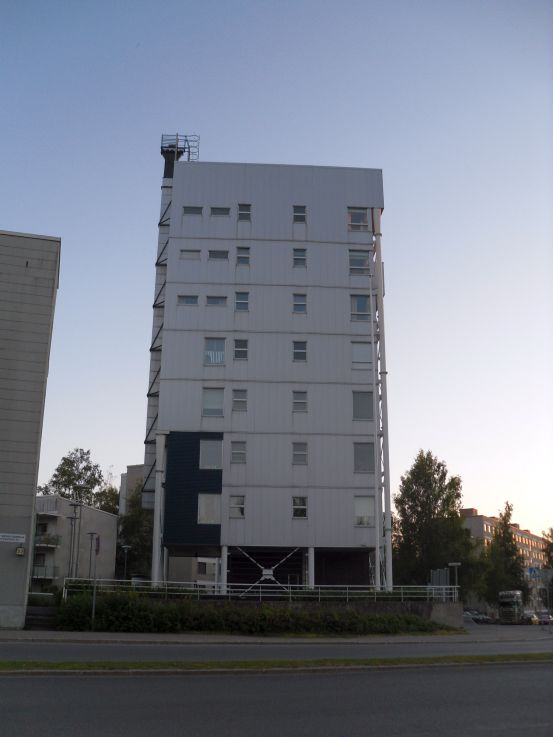
1990 Terästammela
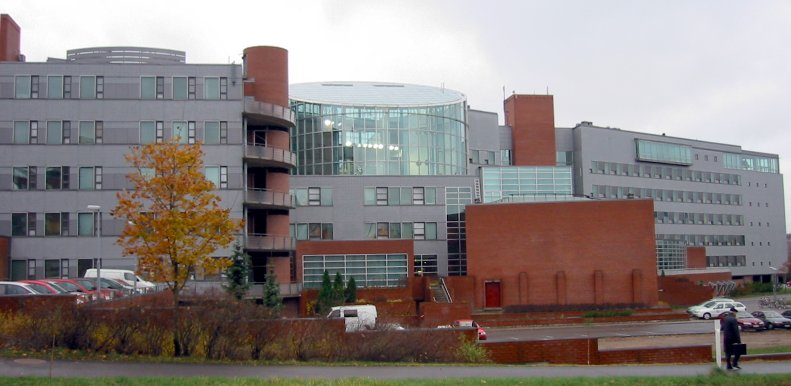
1991 Innopoli
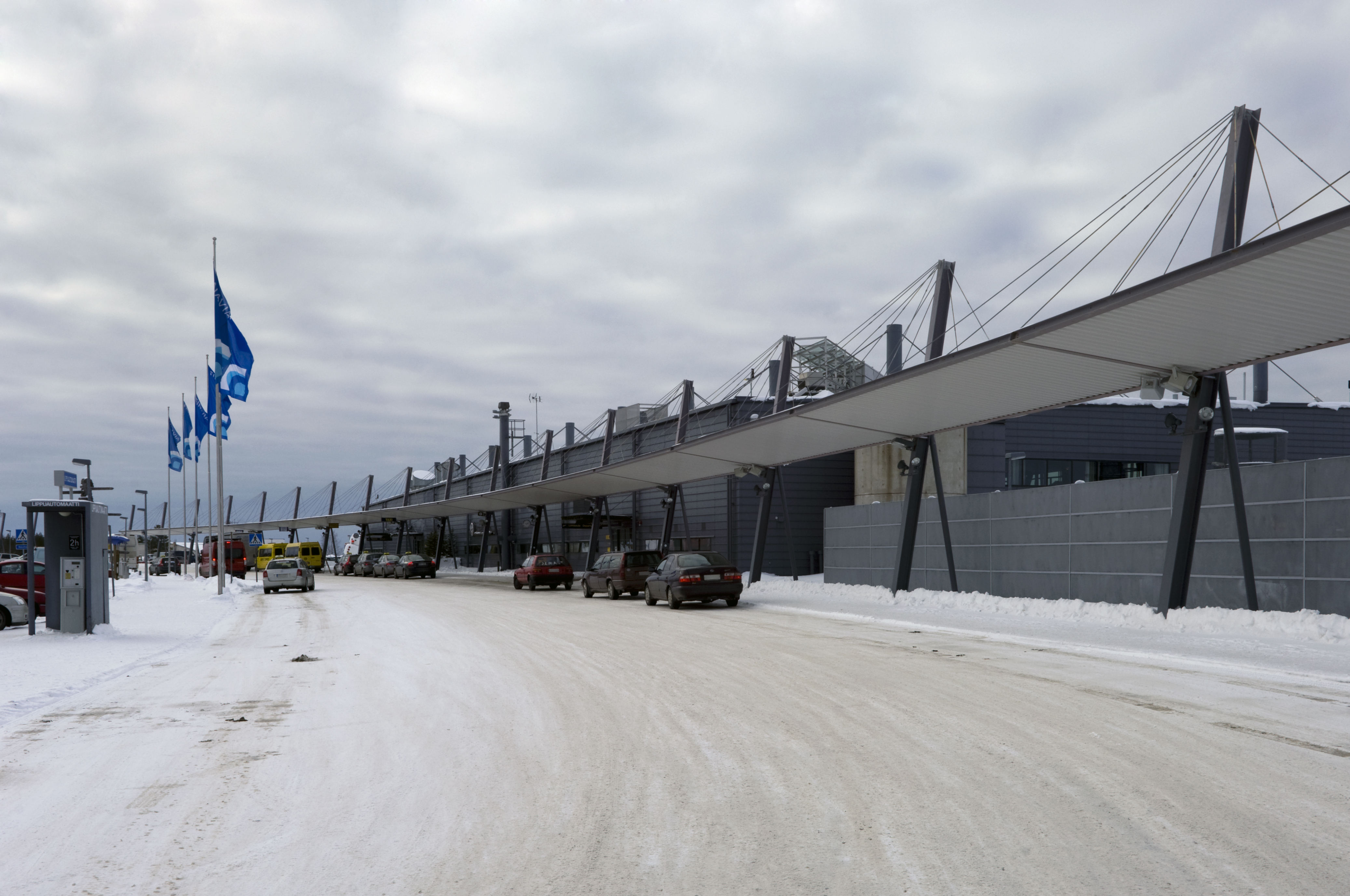
1992 Aéroport de Rovaniemi

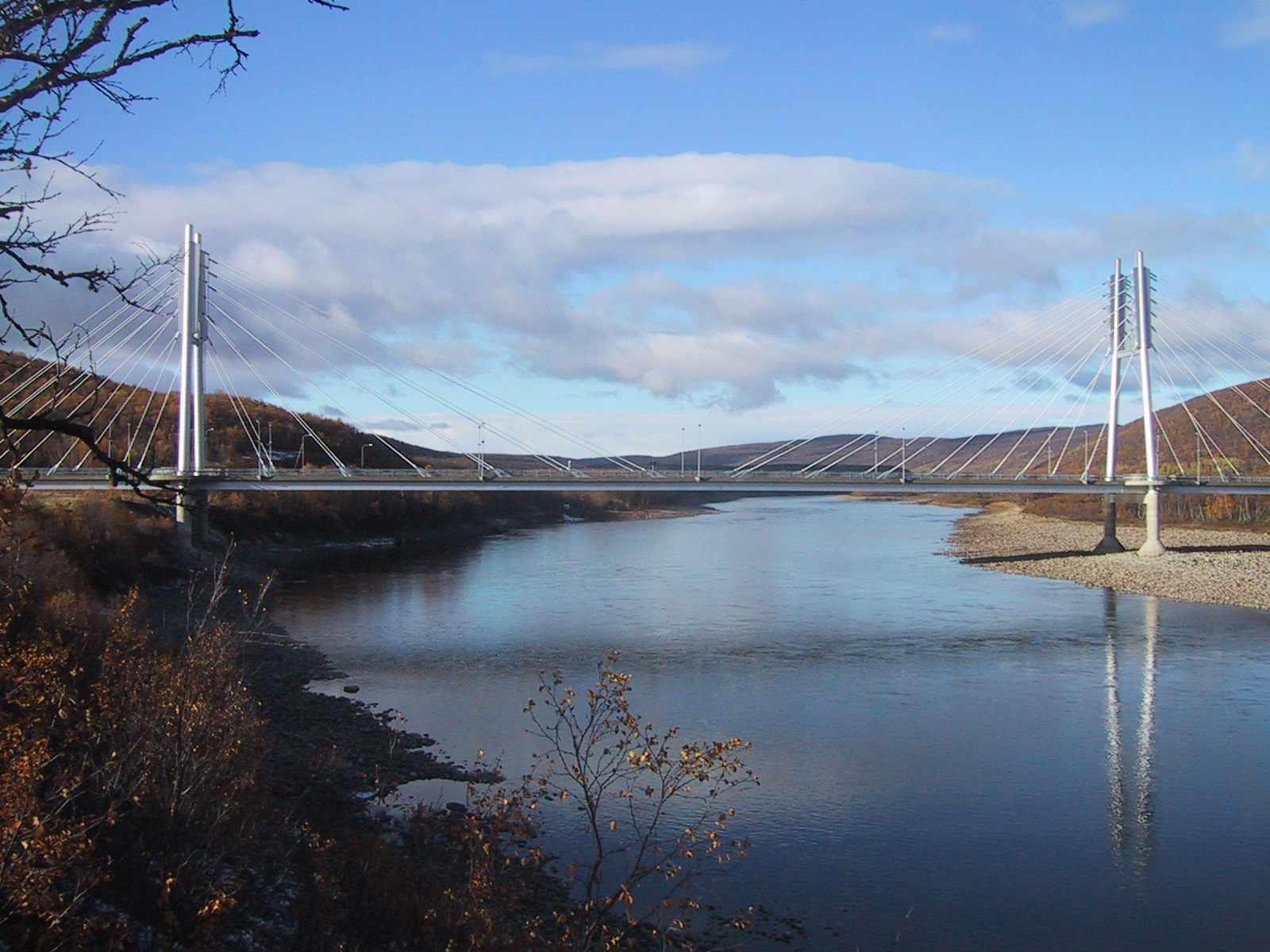
1993 Saamen silta
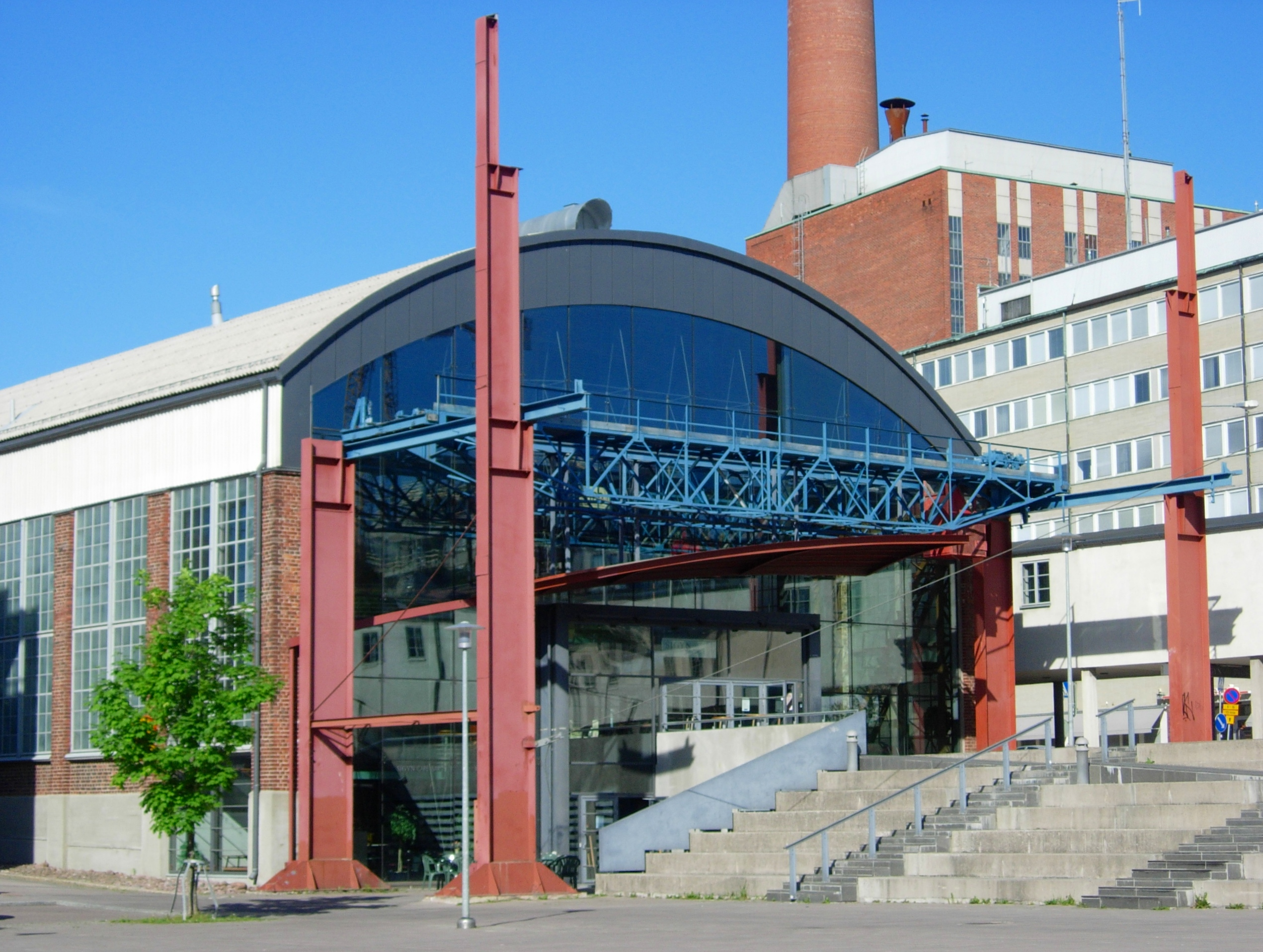
1994 Conservatoire de Turku
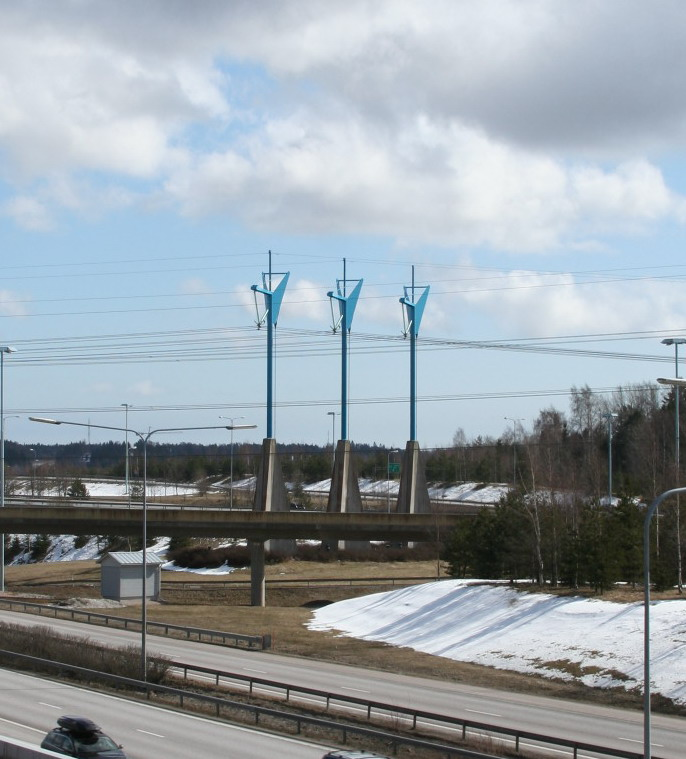
1995 Pylônes de IVS

## 2000–2009

### Lauréats
| Année | Lieu                  | Nom                        | Lauréats                                                                           | Réfs. |
| ----- | --------------------- | -------------------------- | ---------------------------------------------------------------------------------- | ----- |
| 2000  | Ruoholahti Helsinki   | Kiinteistö Oy Itämerentori | Arkkitehtitoimisto Helin & Siitonen Finnmap Consulting Oy                          | [ 2 ] |
| 2001  | Salmisaari Helsinki   | High Tech Center           | Kai Wartiainen Oy Evata Finland Oy Oy Juva Engineering Ltd                         | [ 2 ] |
| 2002  | Arabianranta Helsinki | AV-oppilaitos              | ARK-house arkkitehdit Oy Insinööritoimisto Aaro Kohonen Oy                         | [ 2 ] |
| 2003  | Espoo                 | Omakotitalo Moby Dick      | Arkkitehtitoimisto N-R-T Oy Jyrki Tasa Tuomas Uusheimo Tuomo Toivola Sami Lampinen | [ 2 ] |
| 2004  | Helsinki              | Petit parlement            | Pekka Helin SuunnitteluKortes Oy                                                   | ,     |
| 2005  | Helsinki              | Stade olympique            | Arkkitehtitoimisto K2S Oy Turun Juva Oy                                            | [ 4 ] |
| 2006  | Helsinki              | Centre de Kamppi           | Juhani Pallasmaa Helin and Co. Architects Marja-Riitta Norri Aaro Kohonen Oy       | [ 7 ] |
| 2007  | Hämeenlinna           | Verkatehdas                | JKMM Arkkitehdit Oy Oy Insinööritoimisto Mikko Vahanen Oy                          | [ 8 ] |
| 2008  | Kotka                 | Vellamo                    | Lahdelma & Mahlamäki Oy Magnus Malmberg Oy                                         | ,     |
| 2009  | Vuosaari Helsinki     | Torréfacteur de Paulig     | Arkkitehdit Tommila Oy WSP Finland Oy                                              | ,     |

## 2010–

### Lauréats
| Année | Lieu                 | Nom                                          | Lauréats                                                                                         | Réf.   |
| ----- | -------------------- | -------------------------------------------- | ------------------------------------------------------------------------------------------------ | ------ |
| 2010  | Espoo                | Siège du groupe Tapiola                      | .Arkkitehtitoimisto SARC Oy .Finnmap Consulting Oy                                               | ,      |
| 2011  | Kristiansand Norvège | Théâtre et salle de concert Kilden           | Arkkitehtitoimisto ALA Oy SMS Arkitekter AS Multiconsult AS                                      | ,      |
| 2012  |                      |                                              | non decerné                                                                                      | [ 14 ] |
| 2013  | Helsinki             | Station de Siilitie                          | .Cederqvist & Jäntti Arkkitehdit Oy .Insinööritoimisto Pontek Oy . HKL                           | ,      |
| 2014  | Helsinki             | Pylône de Viikinmäki                         | .Arkkitehtitoimisto Virkkunen & Co Oy .Eltel Networks Oy .HögforsSteka Oy .Helen Sähköverkko Oy  | ,      |
| 2015  | Helsinki             | Siège de OP à Vallila                        | .JKMM Arkkitehdit Oy .Sweco Rakennetekniikka Oy .Haahtela Rakennuttaminen Oy .OP Financial Group | [ 18 ] |
| 2016  | Vantaa               | Centre de visites et de conférences de Fazer | .Arkkitehtitoimisto K2S Oy .SS-Teracon Oy .SRV Rakennus Oy .Teräselementti Oy .Fazer Group Oy.   | [ 19 ] |
| 2017  | Helsinki             | Länsiterminaali 2                            | .PES-Arkkitehdit Oy .Sweco Rakennetekniikka Oy .YIT Rakennus Oy .Normek Oy Port d'Helsinki       | ,      |
| 2018  | Helsinki             | Bibliothèque Oodi                            | .Arkkitehtitoimisto ALA .Ramboll Finland .YIT Rakennus .Normek .Ville d'Helsinki                 | [ 22 ] |

### Photographies

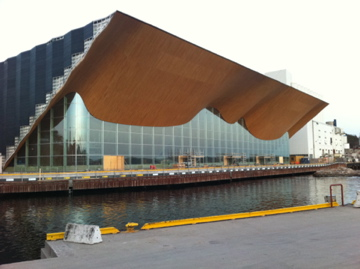
2013 Kilden
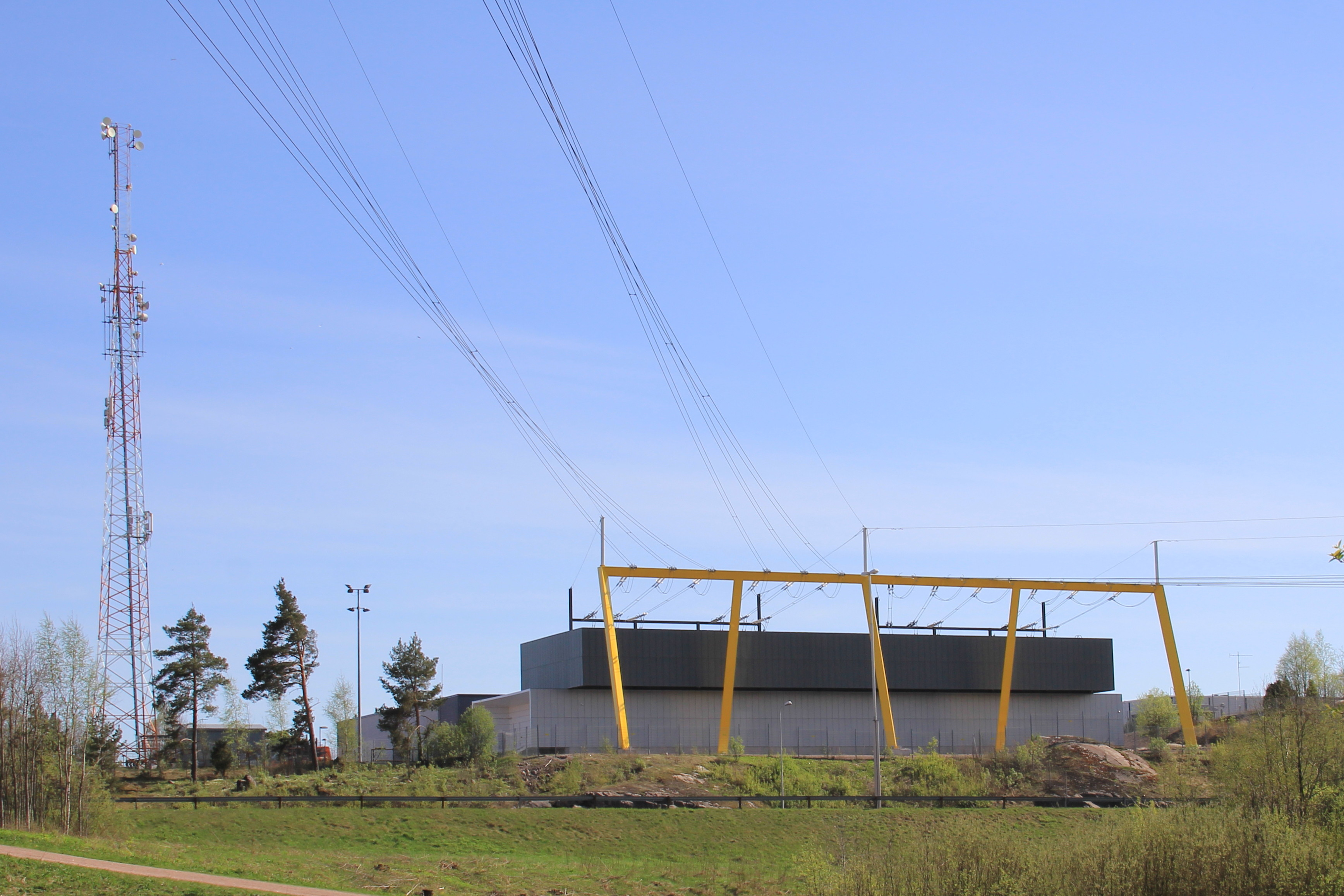
2014 Pylône de Viikinmäki
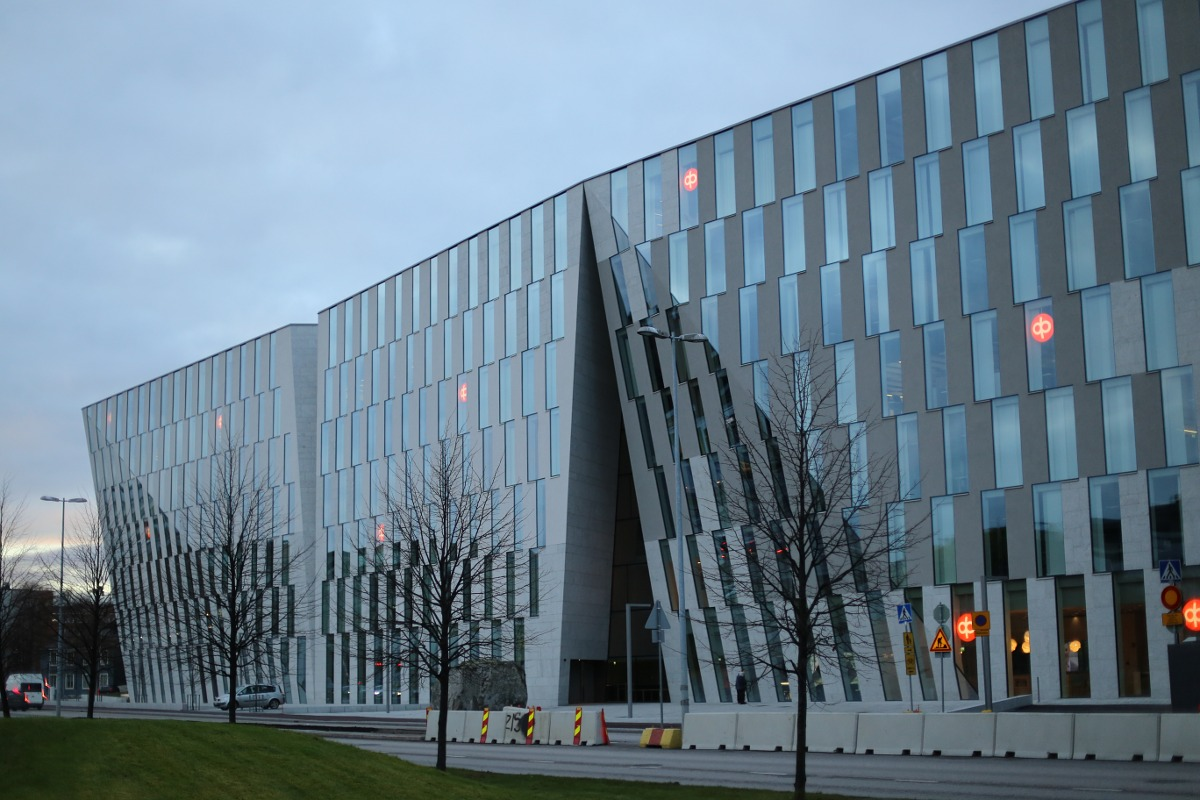
2015 Siège d'OP à Vallila

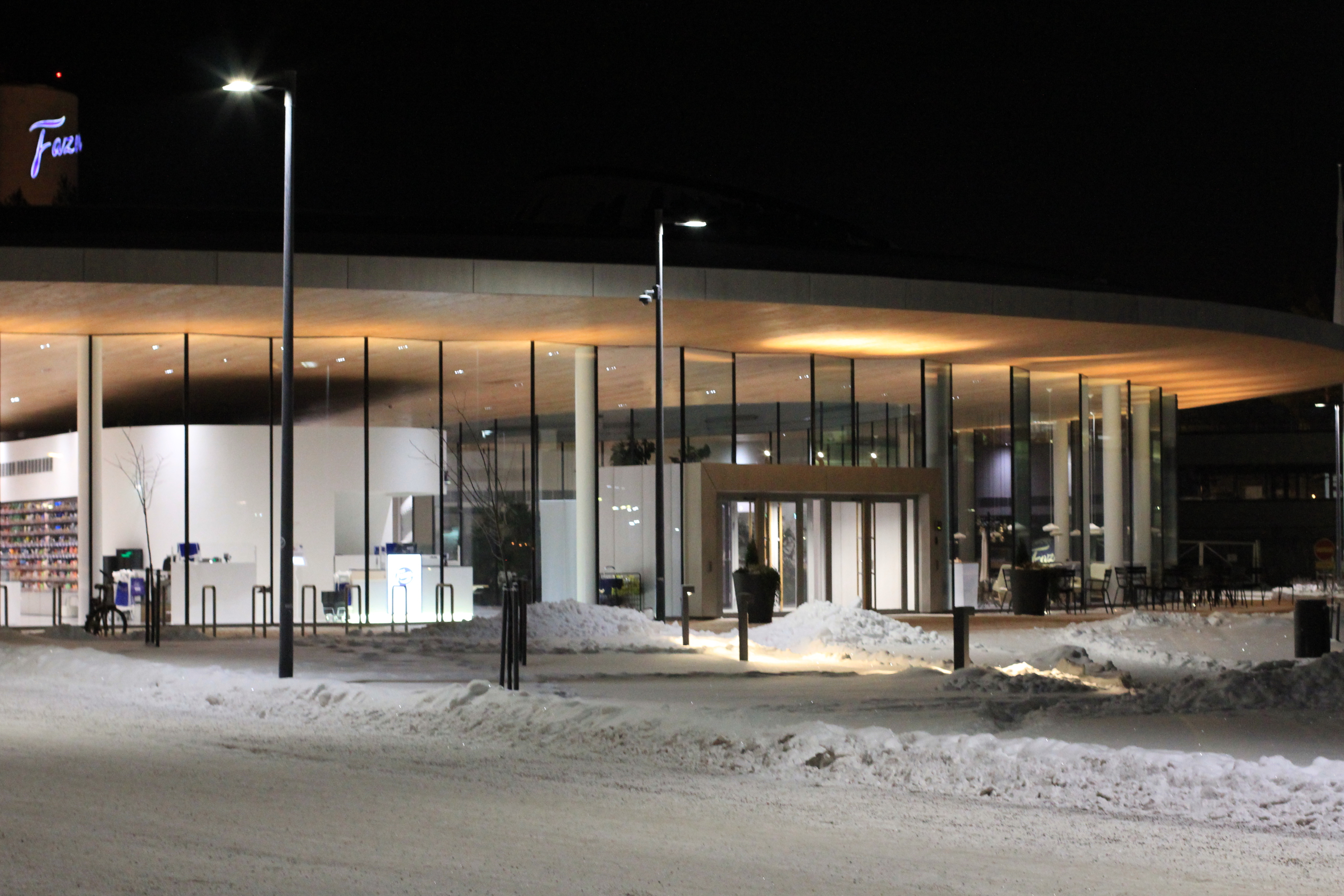
2016 Centre de conférences de Fazer
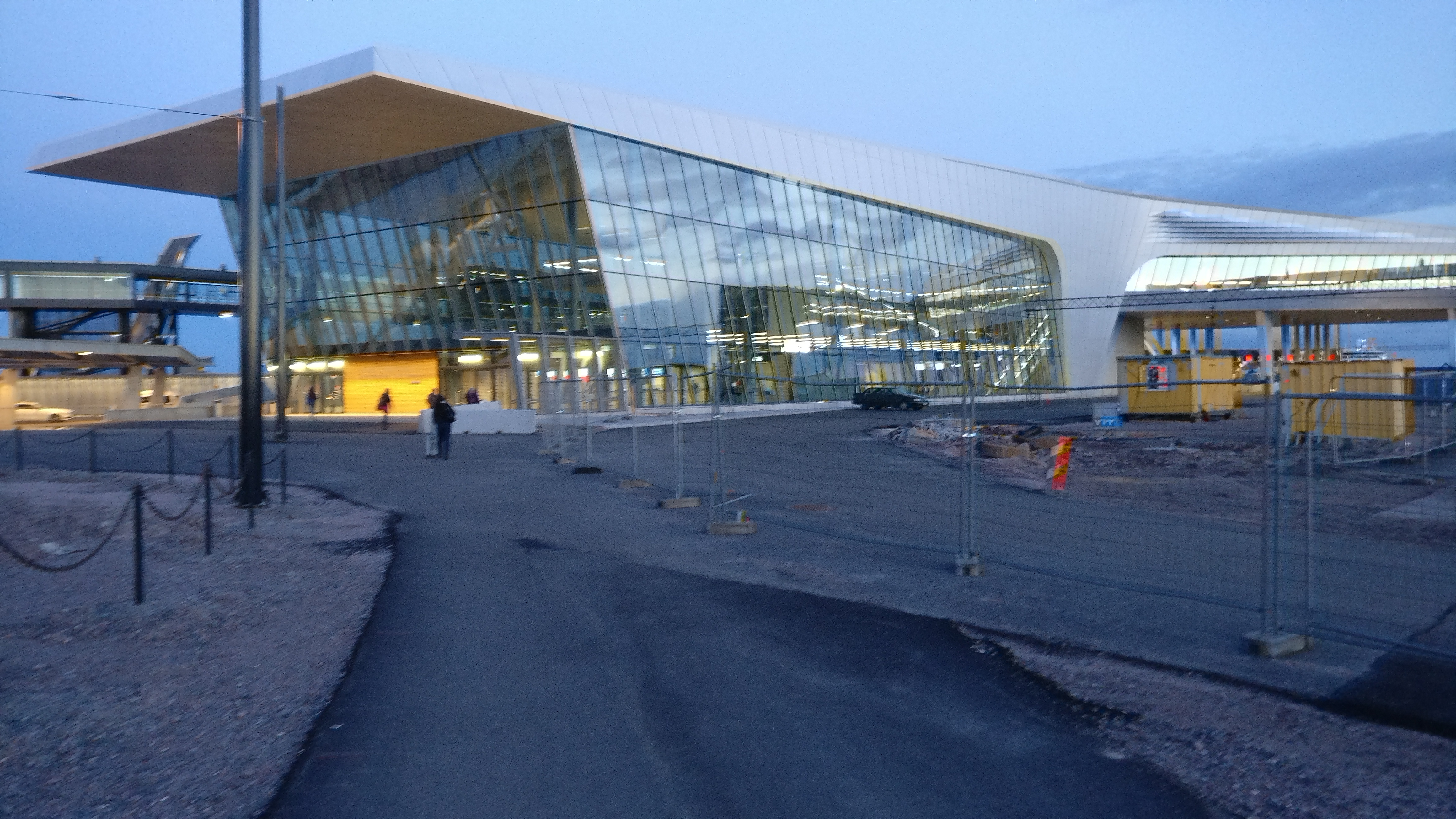
2017 Länsiterminaali 2
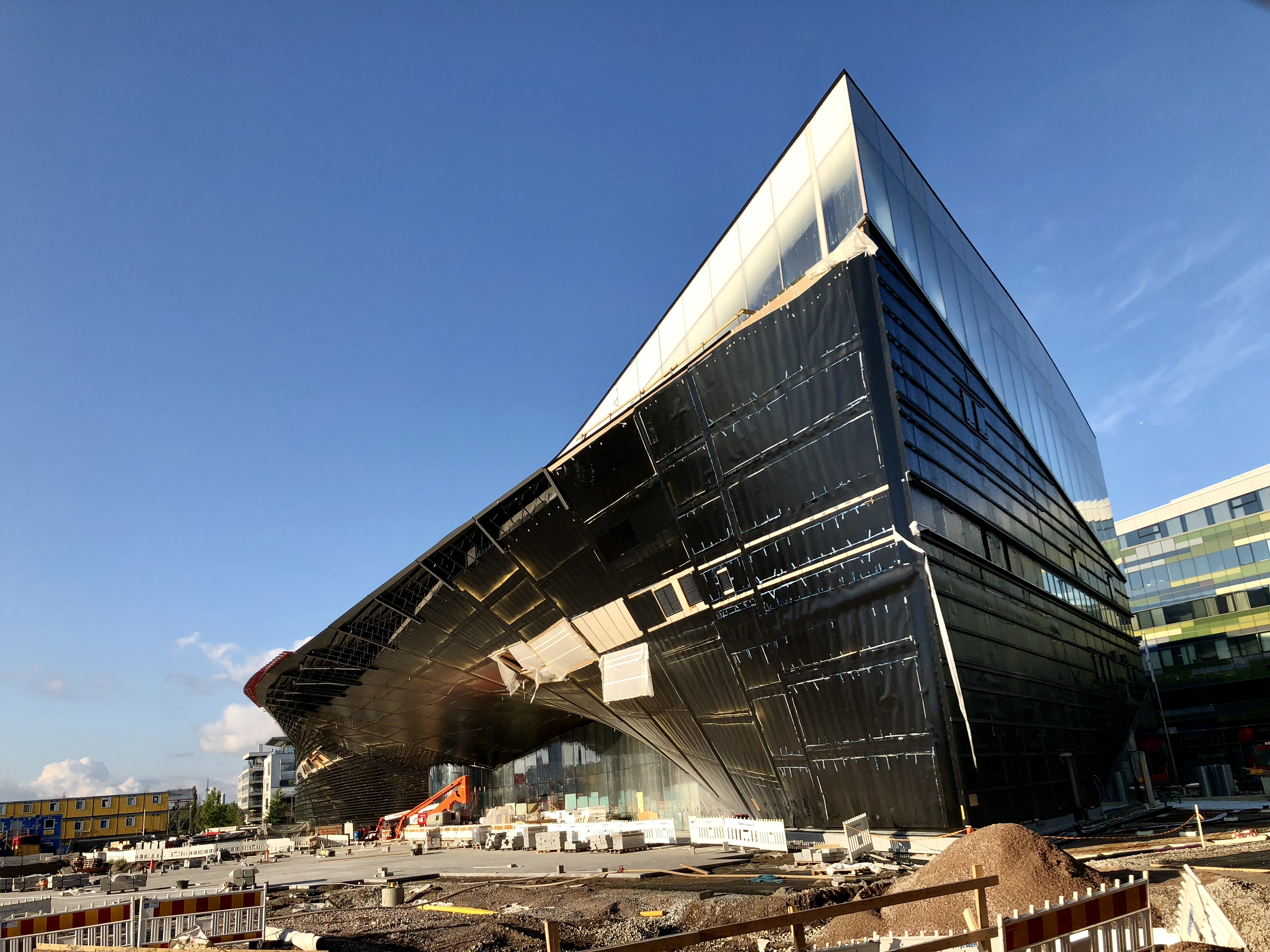
2018 Bibliothèque Oodi